# フランス車

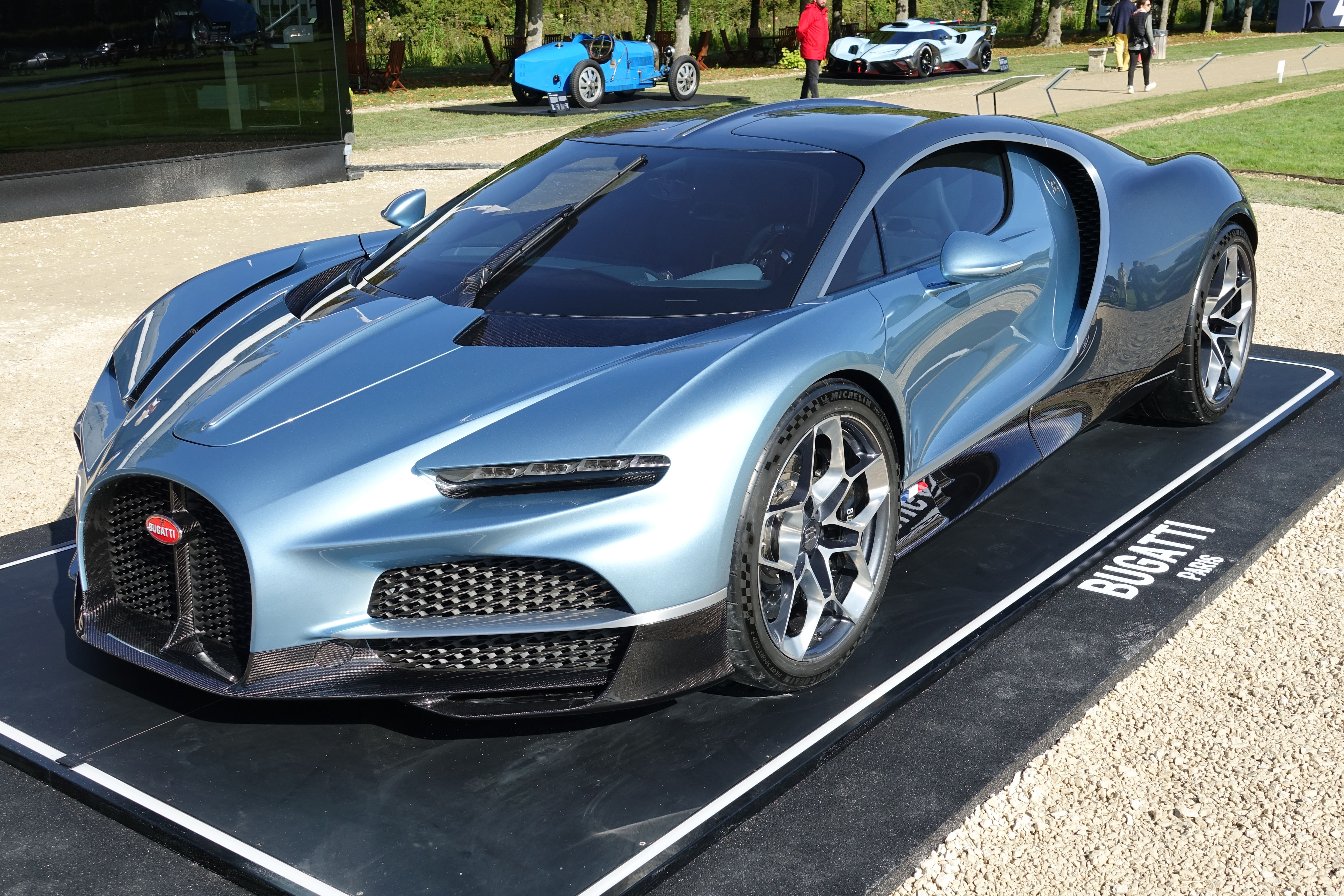
ブガッティ・トゥールビヨン
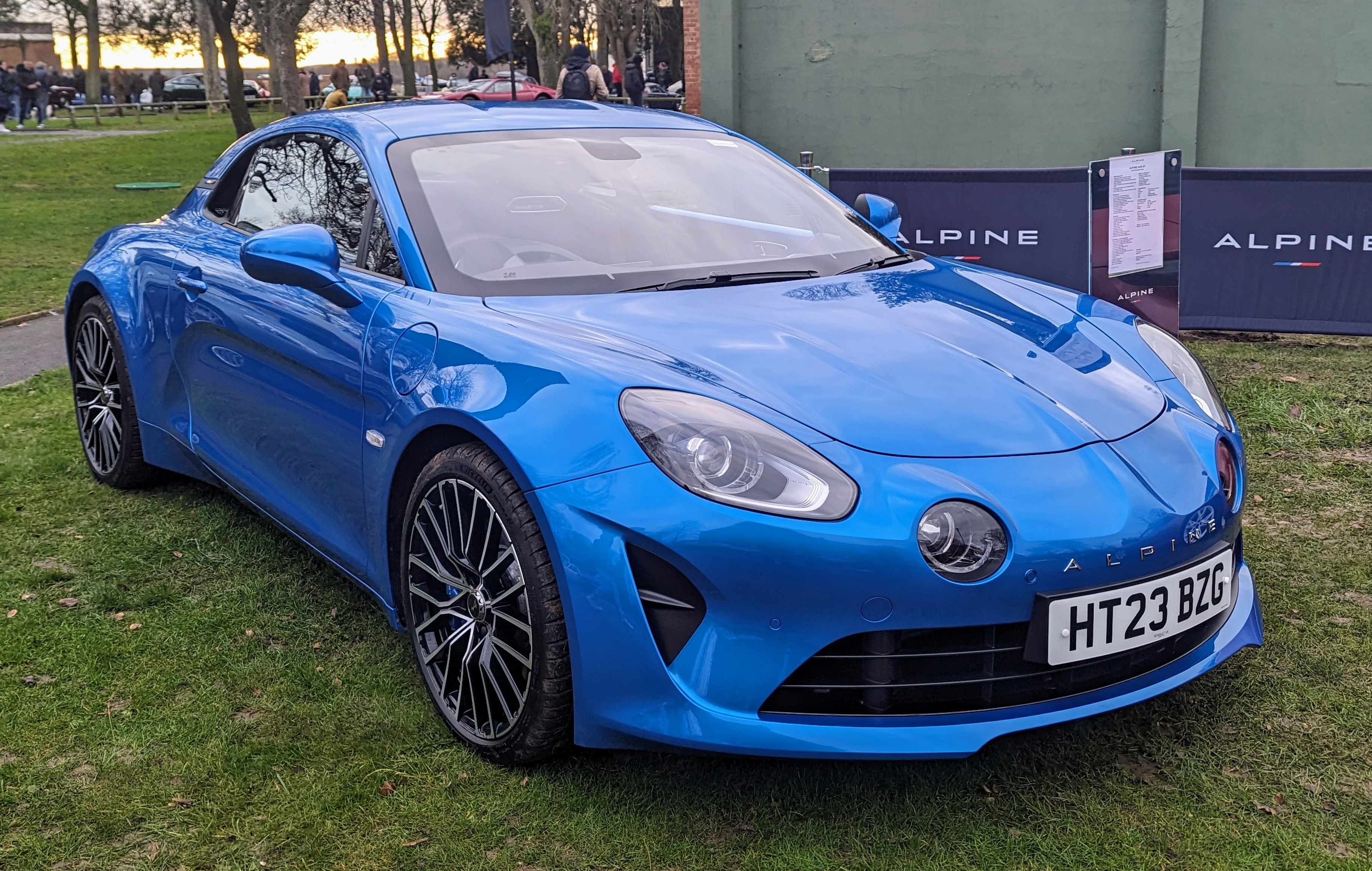
アルピーヌ・A110
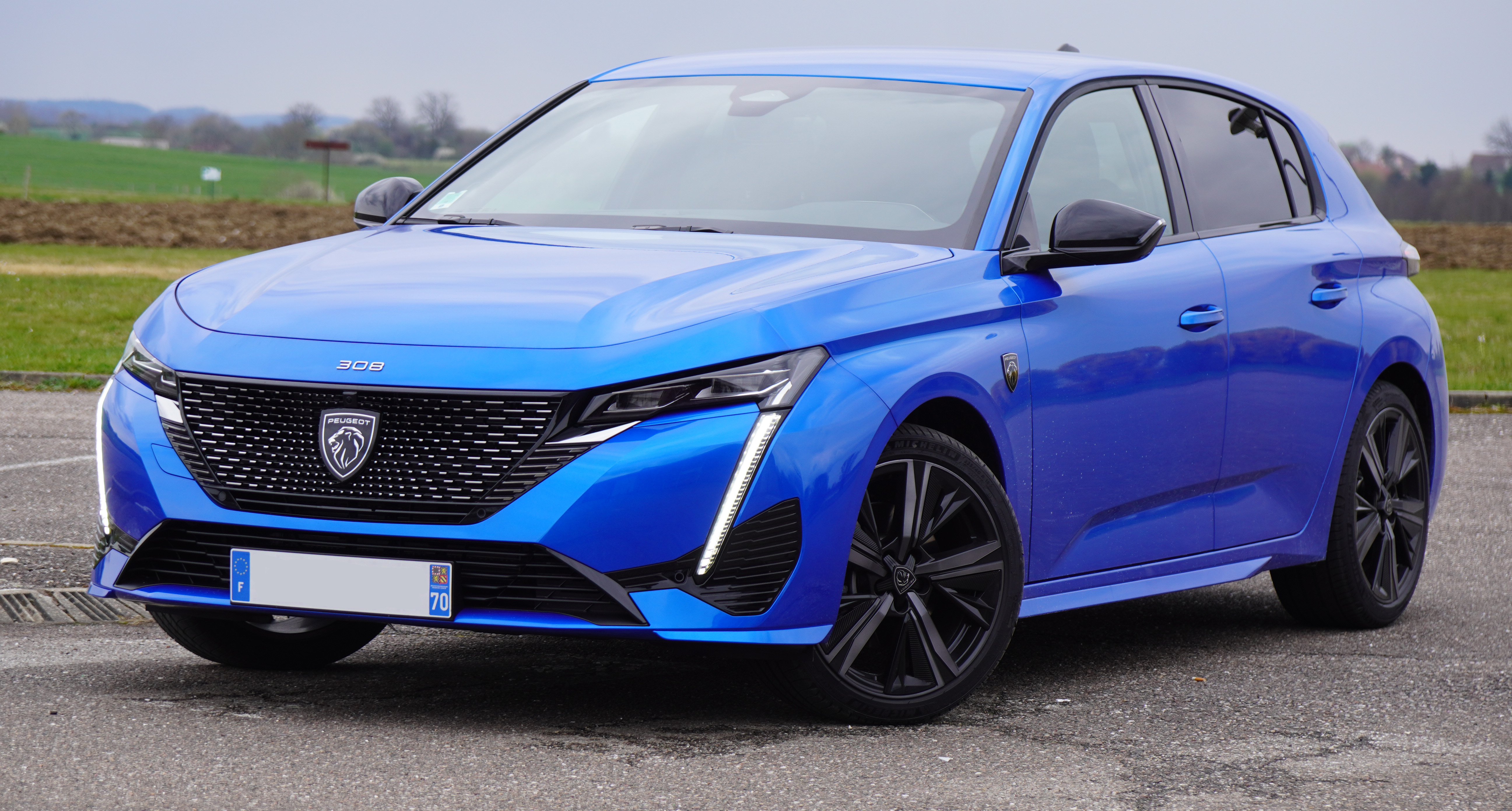
プジョー・308
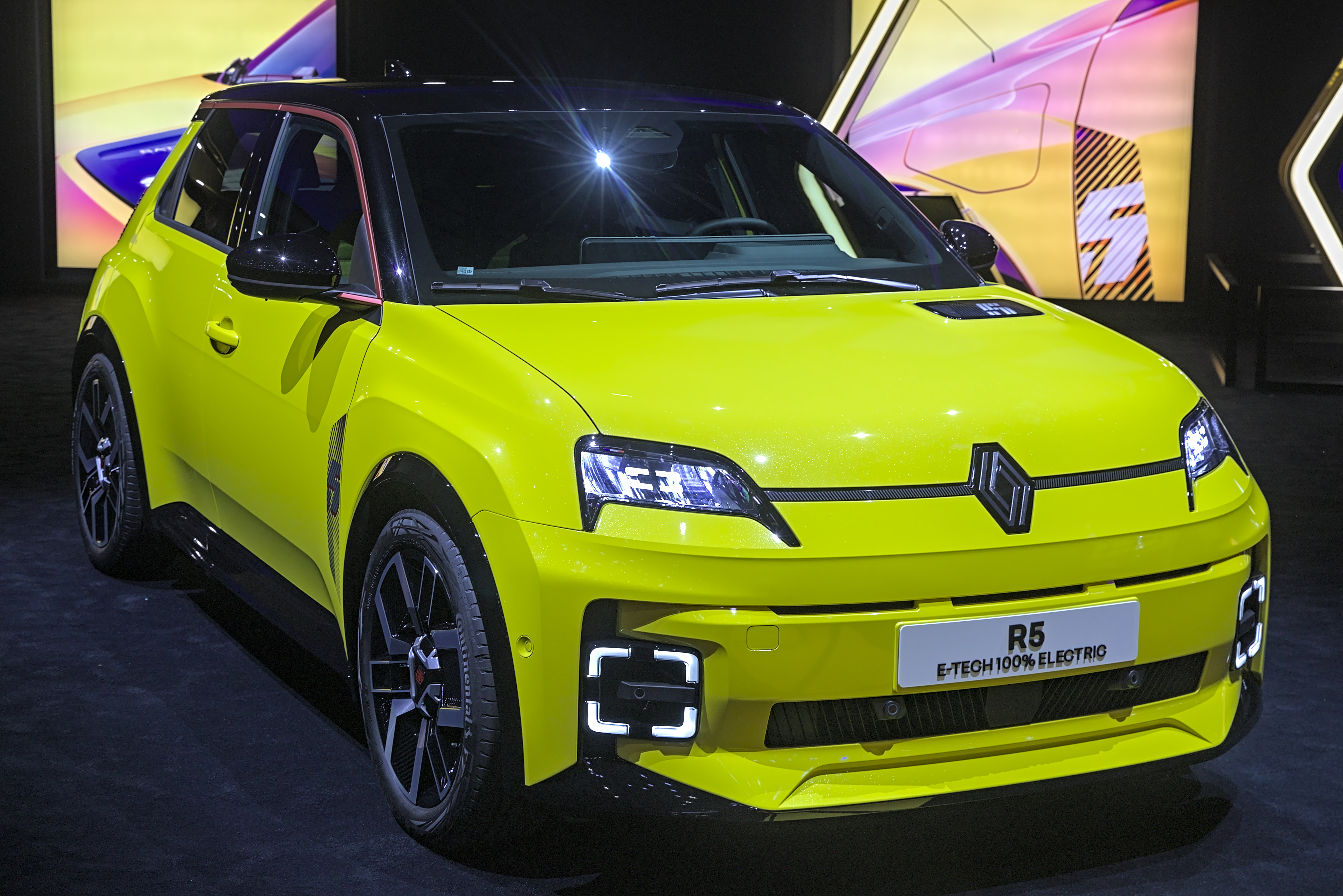
ルノー・5
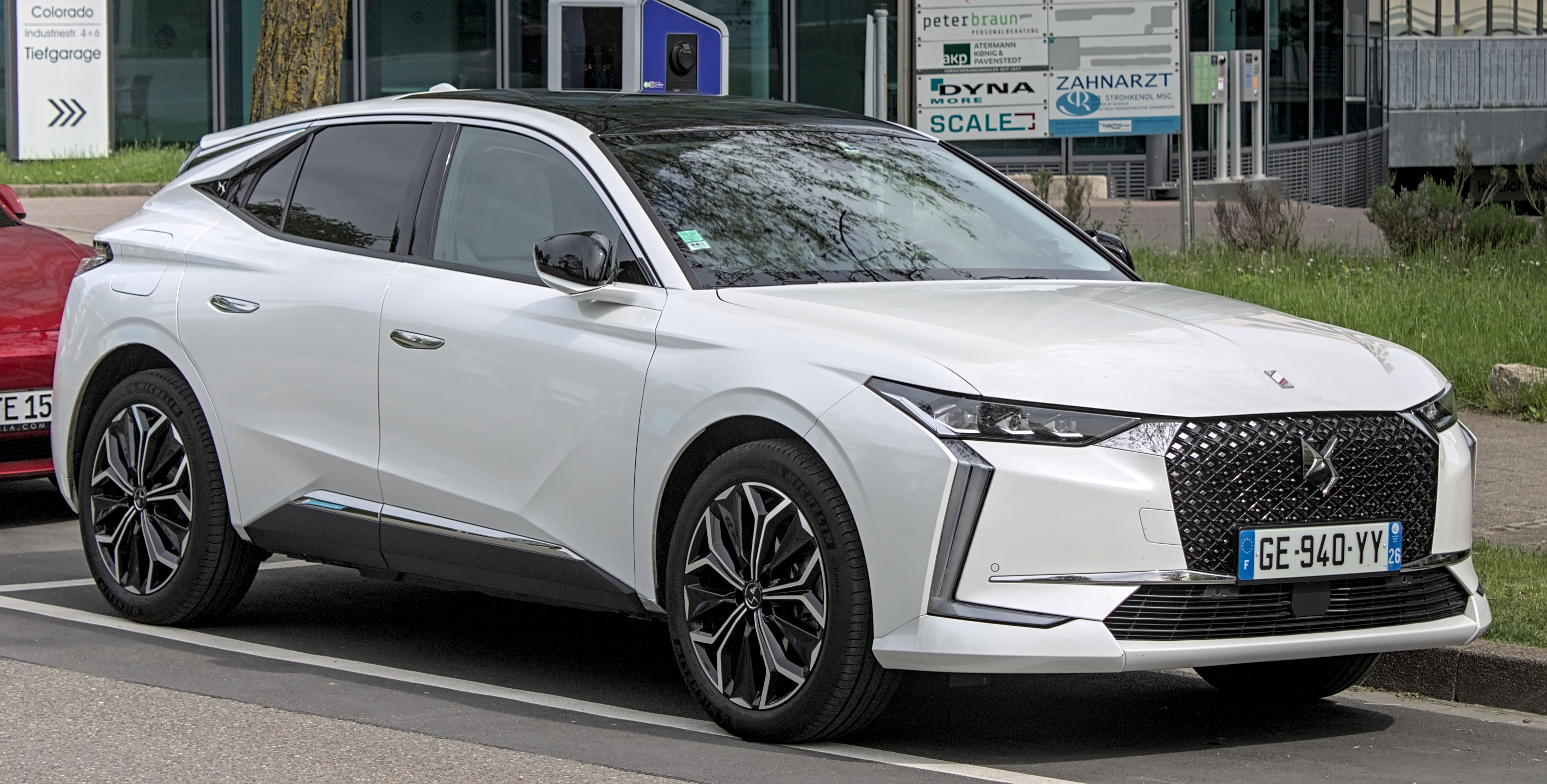
DSオートモビルズ・DS4
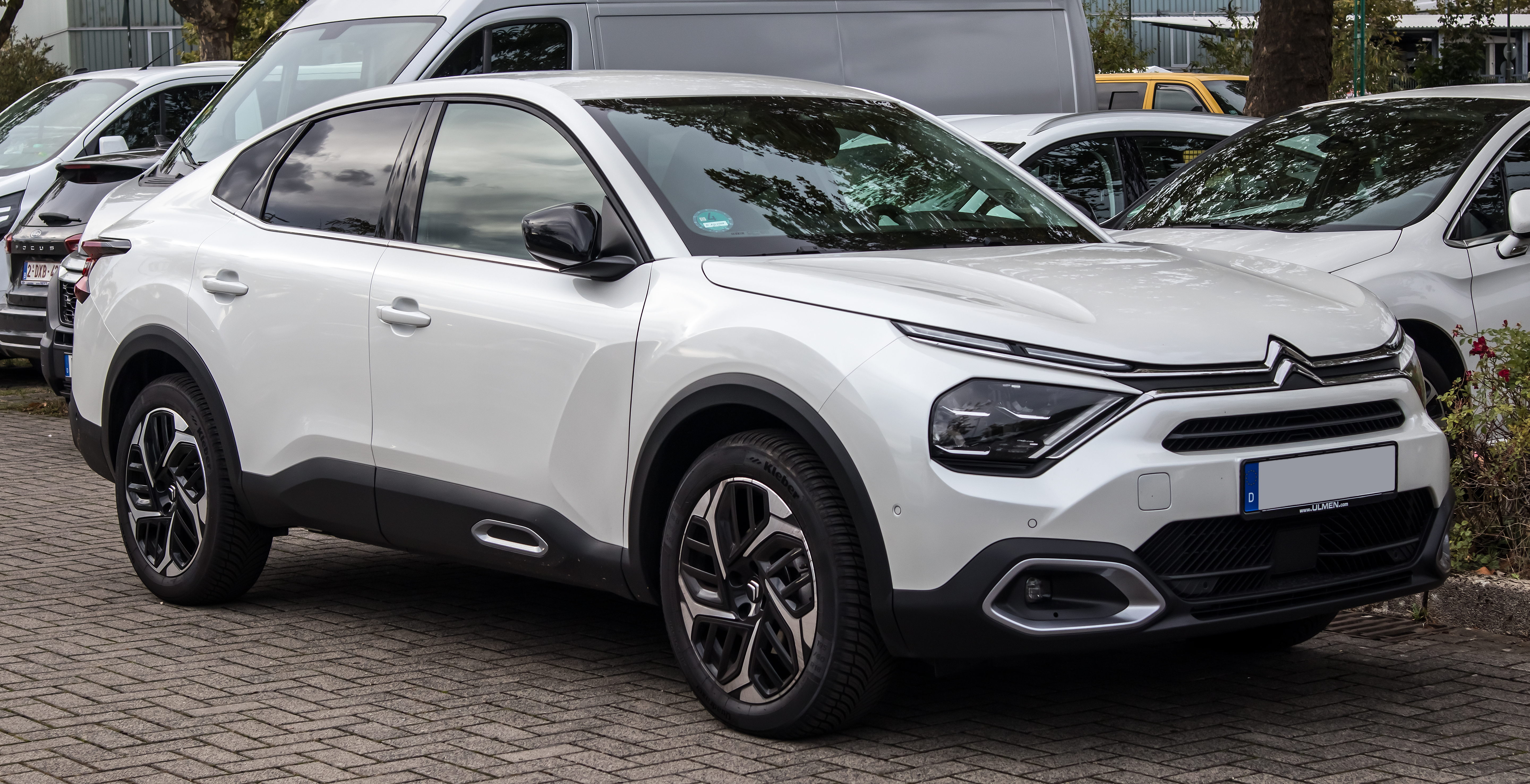
シトロエン・C4 X

フランス車（フランスしゃ）とは、フランスで生産される自動車（フランス製自動車）、もしくはフランスを本拠とするメーカーやブランドが販売する自動車（フランスブランド車）のことである。

## 概要

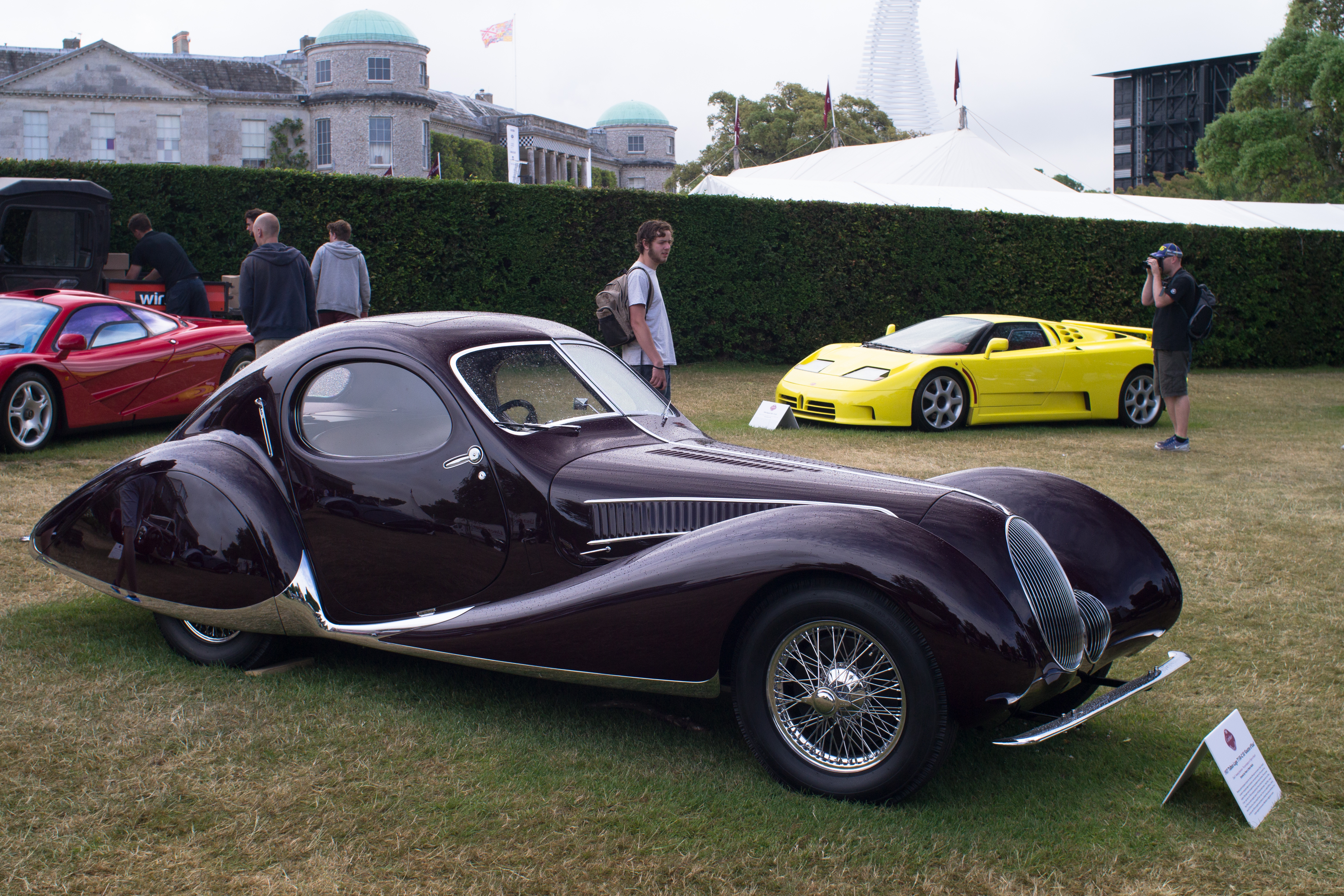
戦前の高級フランス車のなかでもデザインと性能の両面で高い評価を得たタルボ・ラーゴ・T150（1937年）

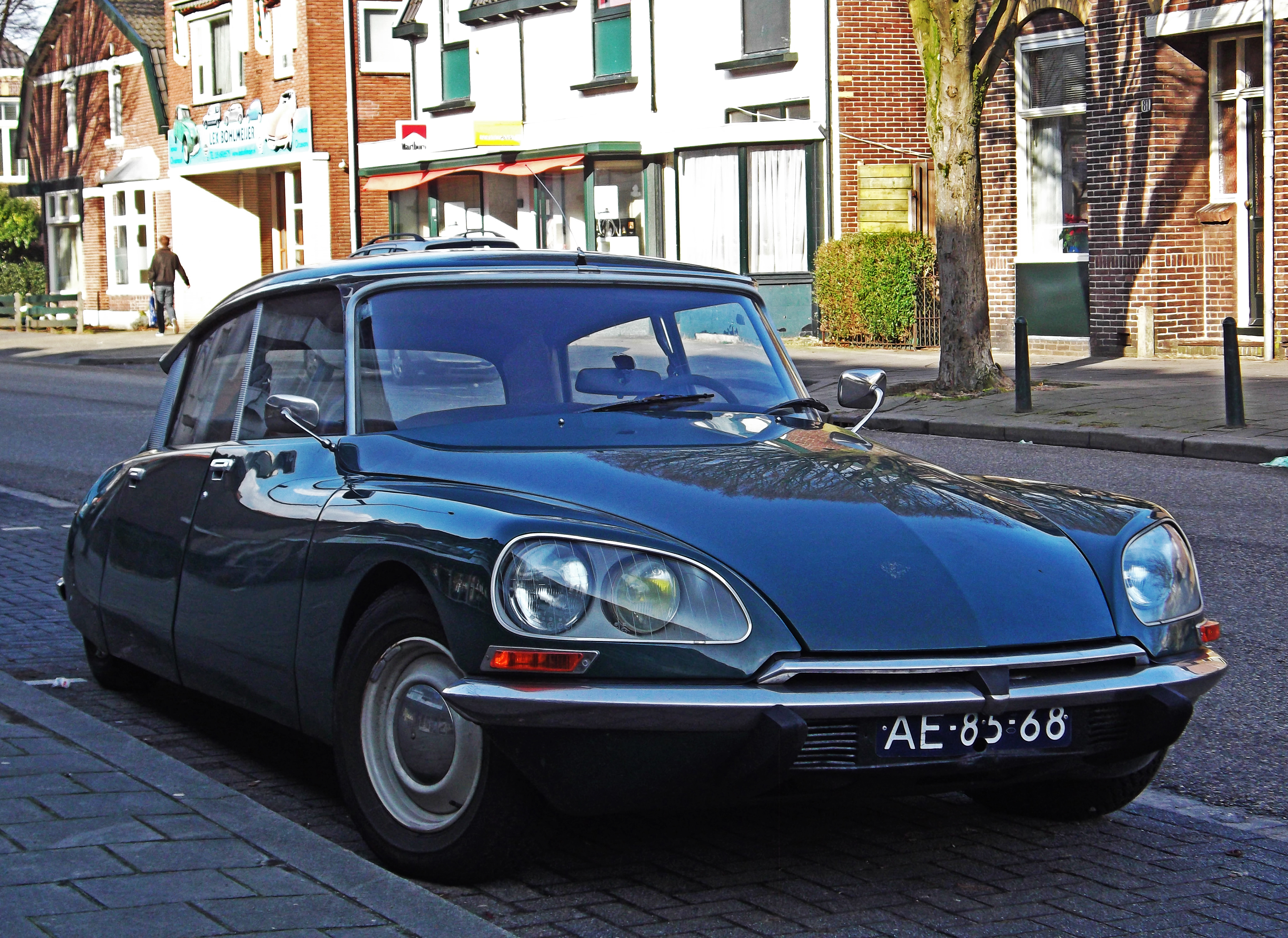
個性的なデザインとアバンギャルドなテクノロジーというフランス車らしさを備えた名作、シトロエン・DS（1972年）

フランス車の特徴は、往々にして奇抜にすら思えるデザインと、凝ったメカニズムにある。第二次世界大戦前は高級車製造の中心地として知られ、ブガッティ、ドライエ、ドラージュ、タルボ・ラーゴなどの高級車専門メーカーがひしめき合い、名門カロシェ（コーチビルダー）が「アールデコ」「フランボワイヤン」（炎のような）と形容される芸術的な車体を数多く製作、コンクール・デレガンスで優雅な争いが繰り広げられたほか、モータースポーツの世界でも活躍していた。戦後にその多くが衰退・消滅し、現在はルノーやプジョー、シトロエンといった小型車が中心であるが、カーデザインとモータースポーツへの情熱は失っていない。フランス本国を含む西ヨーロッパにおけるフランス車の市場シェアは減少傾向にあり、2005年には23.4%であった。
またフランスは農業大国であり、凸凹な農道や石畳を通る必要があったことから、足回りの技術に関して他国メーカーより優れているとされる。特にプジョーとシトロエンは独自開発の足回りで「猫足」と呼ばれており評価が高い。
イギリス車やドイツ車に比べると大衆車・小型車・前輪駆動車の傾向が強く、その意味ではイタリア車や日本車に近い。ただし日本と異なり湿り気の少ない雪が降るため、四輪駆動はスイスのアルプスに近い地域を除いて必要となることは少なく、四輪駆動はあまり設定されない傾向にある。
現在、アメリカではフランス車の正規販売が行われていない。これは1985年のシトロエンに続き、翌々年（1987年）ルノーが子会社アメリカン・モーターズをクライスラーに売却（その後数年間は両社合弁会社経由で輸入）、さらに1991年にはプジョーが、相次いで北米市場から撤退したためである。しかし、フランス車の北米市場での総販売台数は日本車やドイツ車の比較にはならなかったものの、テレビドラマ『刑事コロンボ』の劇中に登場したプジョー403カブリオレなど、アメリカでも個性派の愛好する車としてのイメージを残していることが見受けられる。
イギリスや日本などの右ハンドル車においては、助手席前のグローブボックスにヒューズボックスが設置されていることが多く、グローブボックスの左半分が使用できないケースが多い。これは、左ハンドル車におけるヒューズボックスをそのまま流用しているためである。また、ボンネットオープナーも左側（助手席前方）に設置されていることが多い（ドイツ車などは右ハンドル車もヒューズボックスやボンネットオープナーが運転席側に設置されている）。さらに、日本で正規輸入されている車両でも前後バンパーが欧州のナンバープレートの規格の造型となっており、バンパーから下方にナンバープレートがはみ出し、逆に横方向にはナンバープレートの部分が余るケースが多い。

## 主なメーカー・ブランド
- ルノー・グループ
  - ルノー
  - アルピーヌ
- ステランティス（旧グループPSA）
  - プジョー
  - シトロエン
  - DSオートモビルズ
- ブガッティ・オトモビル（フォルクスワーゲングループ傘下）
- ドラージュ
- ヴェンチュリー
- オーバーランド
- リジェ（伊・ピアッジオ傘下）
- セクマ

### かつて存在したメーカー
- ゴルディーニ（ルノーが商標権保持）
- シムカ（PSA・プジョーシトロエンが商標権保持）
- ドライエ（デラヘイ）
- パナール（オーバーランドが商標権保持）
- ファセル・ヴェガ
- マトラ（撤退。伊・ピニンファリーナが商標権保持）